# Hamatoscalpellum hamatum
Hamatoscalpellum hamatum is een rankpootkreeftensoort uit de familie van de Scalpellidae. De wetenschappelijke naam van de soort werd in 1879 voor het eerst geldig gepubliceerd door Georg Ossian Sars.